# Nico O'Reilly
Nico O'Reilly, född 21 mars 2005 i Manchester, England, är en engelsk fotbollsspelare som spelar för Manchester City i Premier League.